# 27618 Ceilierin
27618 Ceilierin è un asteroide della fascia principale. Scoperto nel 2001, presenta un'orbita caratterizzata da un semiasse maggiore pari a 2,2713634 UA e da un'eccentricità di 0,1543804, inclinata di 6,51266° rispetto all'eclittica.